# Miquel Granell i Forcadell
Miquel Granell i Forcadell   (Amposta, 4 de març de 1865 - Madrid, p. 8 d'agost de 1936) va ser un pedagog de finals del XIX i inicis del XX que va dedicar els seus esforços a l'educació dels sordmuts. Va ser director del col·legi nacional de sordmuts i de cecs de Madrid.

## Biografia
Miquel Granell i Forcadell va néixer a Amposta el 4 de març de 1865. L'any 1881, quan tenia 16 anys, va fundar a Amposta una escola gratuïta on admetia a tothom que hi anés. Una nit es va presentar un noi acompanyat del seu germà sordmut i li va demanar si podia fer alguna cosa. Granell va decidir que faria tot el possible per ensenyar a aquell nen. En morir la seva mare, Miquel Granell va decidir marxar a Barcelona, on va començar a estudiar magisteri a les Escuelas Normales. Després va marxar a Cadis, on va ingressar com a soldat al cos d'Infanteria de Marina. Prestava serveis com a escrivent del vicealmirall de l'Armada, Juan Bautista Antequera, qui tenia com a secretari el militar Miguel Márquez. Aquest últim era fill del comissari del Colegio Nacional de Sordomudos y Ciegos. Un cop acabat el servei militar i amb el títol de mestre, va tornar a Madrid i va anar a demanar una plaça al Col·legi de Sordmuts, que estava situat al carrer San Mateo núm. 5. El director de l'escola li va contestar que podia entrar a treballar com auxiliar però sense sou. Granell va acceptar i amb el temps va convertir-se en professor numerari i després en director del centre. De 1904 a 1905 va fer un viatge per estudiar l'organització i règim dels diferents instituts i residències de sordmuts i cecs d'Espanya. L'agost de 1911 va viatjar a Roma per assistir com a delegat espanyol al Congrés Internacions de Sordmuts que es va celebrar a la capital italiana. Al setembre del mateix any va dirigir la primera colònia escolar de sordmuts al Sanatori de Pedrosa (Santander). Miquel Granell va ser professor i mentor de l'Infant Jaume, fill del rei Alfons XIII, que era sordmut. Això li va permetre gaudir d'un gran prestigi com a pedagog i d'una gran influència a Madrid. Granell va utilitzar aquesta influència amb el Rei per introduir a la cort l'alcalde Joan Palau, amb qui mantenia una gran amistat.
Va compaginar el càrrec de director del Colegio Nacional de Sordomudos y Ciegos, amb el de secretari general de la Junta Directiva de l'Instituto del Fomento de las Artes, president honorari de les seccions científica-literària i de l'artística-recreativa del mateix institut, president honorari del Centro Instructivo y Protector de Ciegos, acadèmic numerari de l'Academia de Ciencias de Nápoles i catedràtic de Metodologia i Organització Escolar Especial. Granell també va ser fundador de l'Asociación de Sordomudos. Va rebre distincions com la de comendador de l'Orde Civil d'Alfons XII i cavaller del Reial Orde d'Isabel la Catòlica, entre d'altres. Miquel Granell va ser un gran intel·lectual i científic que va dedicar quasi tota la seva vida a la docència i a millorar les condicions dels sordmuts. També va publicar diferents treballs i llibres sobre els cecs i els sordmuts. L'Ajuntament d'Amposta va acordar posar el seu nom al grup escolar públic i a un dels principals carrers de la ciutat. L'any 1965, amb motiu del centenari del seu naixement, es van fer diferents actes per recordar la figura de Miquel Granell, que van finalitzar amb una missa on van assistir les autoritats i els representants dels organismes i entitats de la ciutat.

## La seva obra
Va escriure diversos treballs científics i llibres sobre els cecs i els sordmuts i la seva educació. Entre d'altres: 
- La enseñanza de los sordomudos en España
- Historia de la enseñanza de la palabra a los sordomudos en España
- El porvenir de los ciegos: nueva personalidad del ciego
- Ventajas del oralismo en la enseñanza de los no audientes